# 羅斯·蓋勒
罗斯·盖勒（英語：Ross Geller），美国情景喜剧中的主角之一，由演员大卫·史威默扮演。
罗斯是莫尼卡的哥哥；和莫尼卡一樣是犹太裔（给他儿子本讲解犹太节日光明节的故事），
在盖勒家也一直受到父母的宠爱，而相反，莫尼卡却不被盖勒夫妇喜欢。罗斯·盖勒的生日是10月18日。但在第一季第四集中，罗斯說自己的生日是在10月20日的七個月前。

## 性格
罗斯个性上雖然一方面睿智、知書達禮、貼心、善良，另一方面卻彆扭、社交不能而且死要面子，很在乎自己的形象並且有「學者的傲慢」，基本上就是個典型的「書呆子」形象。
羅斯说话咬文嚼字每一个词都说得很清楚，钱德勒曾对瑞秋说过“如果他爱你爱的发狂，那他可能会请你喝杯咖啡”。
由於羅斯是六人行主角中最高學歷者(擁有古生物學的博士學位)，所以有時也顯得相當傲慢，甚至變態的追求自己「是對的」的狀況。
中後期開始由於受到一連串失敗婚姻的打擊，羅斯偶爾會有情緒控管的問題，常常會輕易地被小事情刺激而暴怒。
羅斯同時也是個控制狂 也因此常常對女人疑神疑鬼，並缺乏安全感，並容易感到忌妒。
除此之外，羅斯也有幼稚的一面。時常能夠因為極為幼稚的理由和莫妮卡如同小孩子般的吵架打架。
羅斯是六位老友裡面經濟狀況最好的人之一，卻也是六人裡面最小氣、貪小便宜的一位。儘管如此，羅斯對待親人及朋友卻毫不吝嗇。如第二季第十四集「The One with the prom video」中，莫妮卡要被餐廳解僱而短暫失業，身無分文時羅斯亦借出了部分錢給莫妮卡；另一例子，在第二季第十九集「The One Where Eddie Won’t Go」中，喬伊因失去工作且負債而要搬離新公寓及變賣家產，羅斯豪爽地用了二百元買下了將被搬走陶瓷狗像作為禮物（儘管喬伊更想留下那隻塑膠鸚鵡像）。
羅斯曾經表示自己上課時緊張的時候說話會變成彆扭的英國口音。
羅斯很容易因為兒時的記憶帶來陰影，例如小時候羅斯看過心理醫生，原因是在他的惡夢中夢見(當時還是大胖妹的)莫妮卡要吃掉他。
他也因為兒時的經驗養成了吃飯非常迅速的習慣(根據瑞秋的說法，羅斯吃飯就像是把食物吸進自己身體裡那般迅速)，因為根據羅斯其人所言「(由於和當時還是大胖妹的莫妮卡一塊長大)如果你沒有趕快迅速的吃，你就完全沒得吃。」
或者是在形容自己在被(當時還未認識、成為老友的)菲比搶劫時，硬為了面子把對方說成一個「高大兇惡的男暴徒」，直到菲比重複了當持搶劫他時說過的話。
羅斯也是一個相當愛碎碎念的人，其言論有時及其冗長、無聊，甚至到了能使人睡著的地步。
連錢德那個煩人的前女友珍妮絲都受不了他，只交往一小段時間就把他甩了。

## 子女
罗斯有两个孩子，班（罗斯和前妻卡罗的儿子）和爱玛（罗斯和瑞秋的女儿）。

## 職業
罗斯本来是紐約史前歷史博物馆的古生物學家，后来因为一块三明治而与博物馆上級发生误会而解职。后来又在纽约大学工作。

## 感情生活和婚姻
罗斯曾经有過三次不成功的婚姻，然而他雖然社交能力不若其他男性友人，卻在劇中擁有最多「正式的女友」。
第一段是和大學認識的校隊女運動員卡蘿的婚姻，對方後來發現自己是女同性恋，因此離婚(在前期感恩節回憶一集中，我們還看到當時的羅斯興奮不已地跟爸媽報告說新女友卡蘿"PLAY FOR BOTH TEAMS"沒想到一語成讖<羅斯的本意是卡蘿既有參與帶棍球隊又有參與高爾夫球隊的意思，但是"Play for both teams"在英語裡面亦是雙性戀的一種隱晦婉轉的說法>)這也埋下羅斯日後對女人沒有安全感、極度偏執、甚至後期還會爆發情緒控管問題的禍根；(不過意外的是，羅斯與前妻卡蘿一直保持著互相敬愛的親情關係，雖然卡蘿的出軌是日後他情緒控管問題的原因之一，但羅斯在劇中卻幾乎從來沒和前妻卡蘿翻臉過。)
在第一次失敗的婚姻之後羅斯重新和自己暗戀的高中的學妹瑞秋·格林連絡上。當時瑞秋正和新的義大利男友保羅打得火熱。後來曾經一度和自己在中國的考古挖掘行動中重新連絡上的老同學茱莉有一段情，但最終在瑞秋的介入下告吹，並且如願以償地開始和瑞秋交往。無奈的是羅斯的忌妒心帶來他和瑞秋的摩擦，使得瑞秋提議「暫時從對方分開，但並不代表分手，就像一段婚姻中的分居」(Take a Break)但是羅斯卻在此時意外的带影印店小妹回家过夜(其实是錢德和喬伊为了可以与她发生亲昵关系而一起去了酒吧听乐队演唱，但不料复印店小妹迷恋Ross)，在瑞秋輾轉得知以後終於气得和他正式分手(這也開啟了他們日後分分合合的大門)
後來羅斯在老友菲比的介紹下和菲比的朋友邦妮有了第三段段情，在期間受到忌妒的瑞秋各種破壞(甚至說服邦妮重新理髮成大光頭)但是這段感情後來無疾而終，取而代之的是羅斯和瑞秋短期的復合（但又因為兩人對「Take a Break」的定義有所爭執而迅速地分手）。
羅斯的第五段感情是瑞秋英國上司的姪女艾米莉，由於瑞秋當時想去自己暗戀的顧客約書亞·柏金開的夜店，从而展示自己的魅力吸引到約書亞·柏金，便說服了羅斯帶艾米莉去看歌劇從而讓兩人一見鍾情，最後甚至迅速升溫到論及婚嫁，無奈的是在婚典礼上因错将新娘艾米莉的名字说成瑞秋而再度失败。
后来在钱德勒与莫妮卡前往拉斯维加斯度假的时候，与瑞秋喝醉酒并结婚，但在醒酒之后与瑞秋达成离婚共识，选择离婚。但由于罗斯害怕经历三次离婚而被别人取笑，偷偷将他们之间的婚姻关系背着瑞秋保留一段时间。不过很快被瑞秋发现并要求解除婚誓。但是在瑞秋告訴婚姻仲裁人「羅斯心智不正常並且不能人道」等其他瞎编乱造的理由时，仲裁人发现在解除申请中除了两人的姓名以外，其他相关的内容等均与事实不符，拒绝了註銷婚姻的申請，也因此两人不得不办理正式離婚，造成了羅斯第三度婚姻失敗。
在此之後，羅斯曾和自己的學生伊莉莎白有一段情，甚至還為此和伊莉莎白「硬漢形象」的單親爸爸保羅鬥智，但最後由於感覺伊莉莎白不夠成熟而和她分手。
羅斯的下一段感情對象是在钱德勒和莫妮卡的婚禮上認識了的莫妮卡的同事蒙娜，在這段感情中兩人一直在想這段感情究竟走到什麼地步？（到底有沒有到可以一起寄聖誕卡的程度之類的問題）可是後來蒙娜無法接受瑞秋懷了羅斯的孩子而和羅斯分手。
羅斯在本劇後其主要的感情對象是自己的同事兼喬伊的前女友查莉但是最後終究因為查莉和得了兩個諾貝爾獎的前男友復合而告終。
在剧集的最后部分，他与瑞秋有情人终成眷属。（依照喬伊在六人行外傳喬伊裡面對他老友們的評價中，他提到「大家都結婚了」這點來看，羅斯和瑞秋復合、在《六人行》本傳結束沒多久他們就再次結婚了，並且至少又生了一個孩子。)
除此之外，羅斯在離婚前（當時前妻卡蘿已經和女同性戀情人蘇珊跑了），差點和菲比有段曖昧關係，甚至還和錢德那煩人的前女友珍妮絲有過一夜情。

## 蓋勒家族
罗斯是莫妮卡的哥哥，雖然彼此關愛，他們間也存在著某種的競爭關係，尤其是父母在旁的時候。莫妮卡認為父母對羅斯比較偏心（事實上也是如此），而且她母親對她很挑剔。在第一季第一集中，羅斯向母親茱蒂坦承自己離婚了，結果茱蒂第一個反應卻是回過頭來責怪莫妮卡沒事先告訴她。羅斯曾經在自己房間呼麻並對父母誣賴給錢德以脫罪，結果真相被抖出來後蓋勒夫婦對他相當失望，並改觀的感謝錢德「不厭其煩的收留了他們家那兩隻」。蓋勒夫婦曾經在自己的結婚紀念晚會上欺騙所有親戚朋友，說羅斯和瑞秋結婚免得數次婚姻失敗的羅斯「讓他們丟臉」。